# Homomonument (Amsterdam)

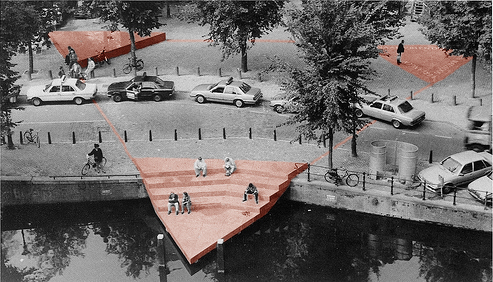
Bewerkte overzichtfoto van het Homomonument in Amsterdam.

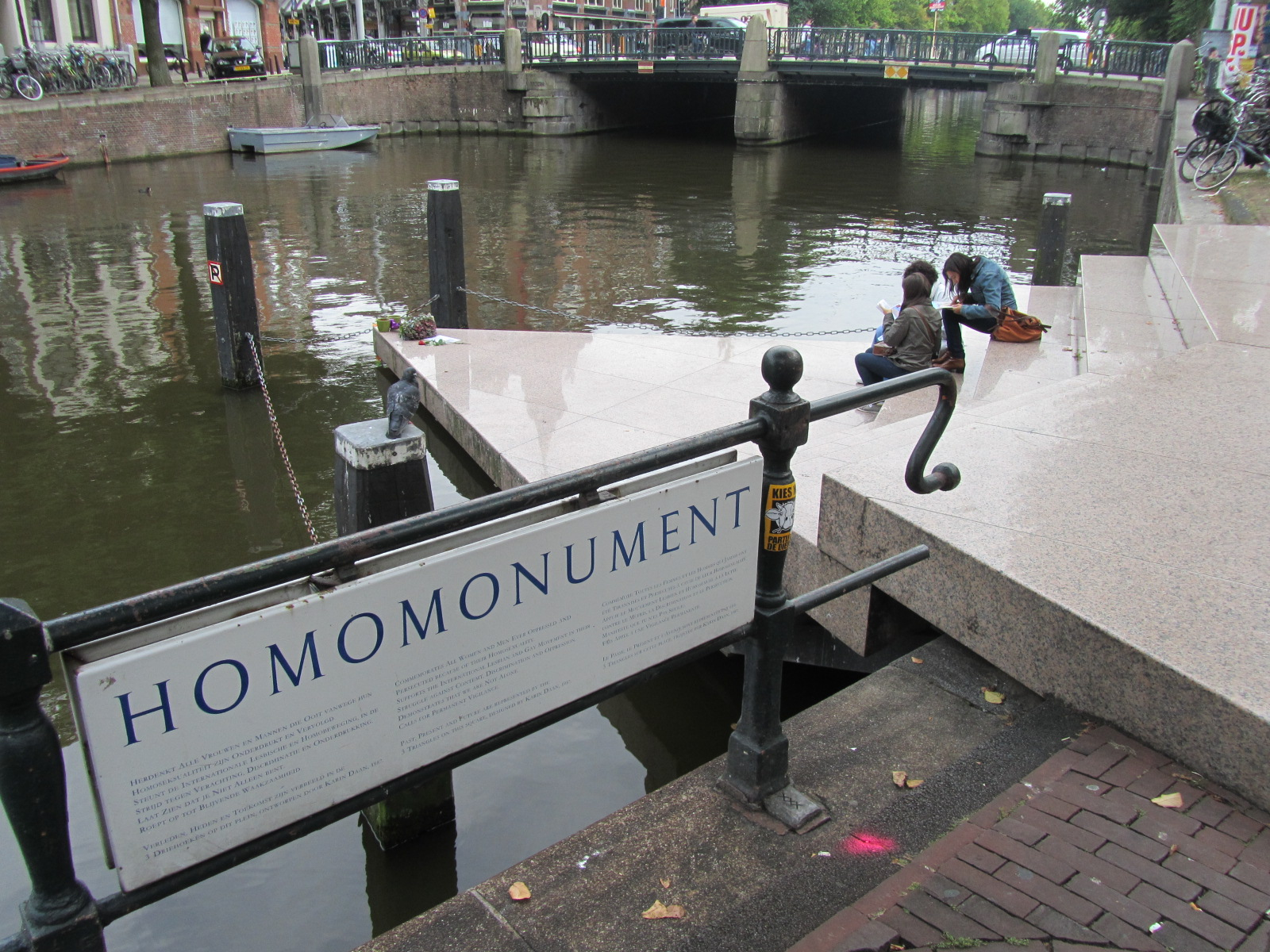
Informatiebord van het Homomonument met de half in de Keizersgracht gelegen driehoek.

Het Homomonument is een gedenkteken op de Westermarkt, gelegen tussen de Westerkerk en de Keizersgracht in de binnenstad van Amsterdam. Het monument, ontworpen door Karin Daan, werd onthuld op 5 september 1987 en bestaat uit drie roze, granieten driehoeken, die zodanig zijn neergelegd dat ze samen een grote driehoek vormen.
Het dient ter herdenking van alle homoseksuele mannen en vrouwen die in de Tweede Wereldoorlog zijn vervolgd vanwege hun geaardheid, en om hen te inspireren en te steunen in hun strijd voor erkenning en tegen onderdrukking en discriminatie.
Later zijn ook in Den Haag, Rotterdam, Utrecht en in diverse andere steden en plaatsen in de wereld homomonumenten geplaatst.

## Geschiedenis
Voor het eerst werd in 1961 binnen de COC gesproken over de mogelijkheid van het oprichten van een homomonument, maar van concrete stappen kwam het destijds nog niet. De Tweede Wereldoorlog kreeg vervolgens in de jaren zestig en zeventig grote aandacht door de boeken van Loe de Jong, maar daarbij was voor het lot van homoseksuelen geen aandacht.
Het idee voor een eigen monument kwam opnieuw naar voren in 1970, toen twee leden van de Amsterdamse Jongeren Aktiegroepen Homoseksualiteit (AJAH) op 4 mei een krans wilden leggen bij het oorlogsmonument op de Dam ter herinnering aan de vervolging van homo's in de Tweede Wereldoorlog. Deze jongeren werden gearresteerd en de krans werd vernield, waartegen een dag later door dertig leden van de AJAH werd gedemonstreerd. Zij droegen daarbij roze driehoekjes op hun kleding, om de nazi-vervolging in herinnering te brengen en een bewuste confrontatie met heteroseksuelen teweeg te brengen.

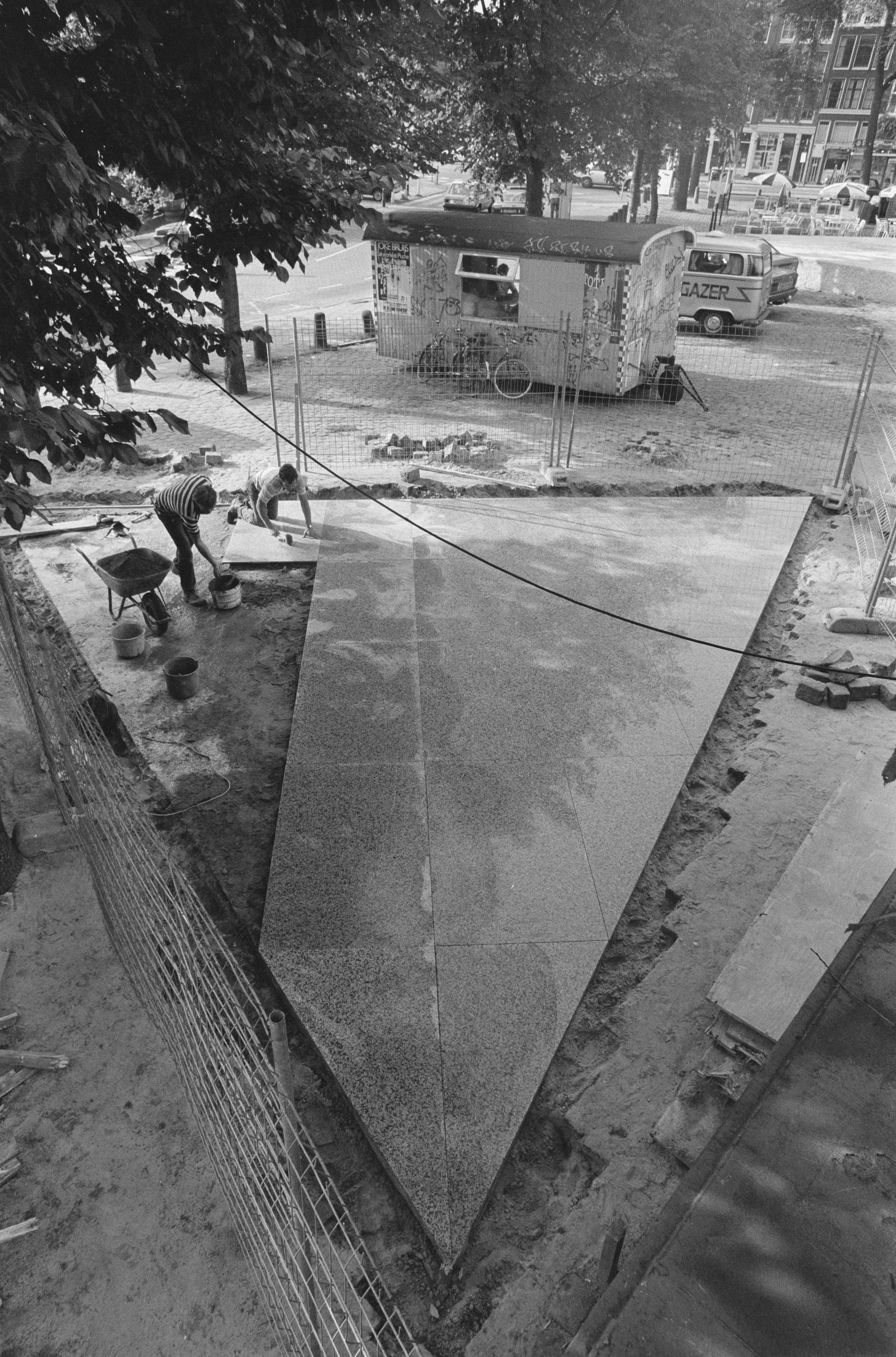
De bouw van het Homomonument in augustus 1987.

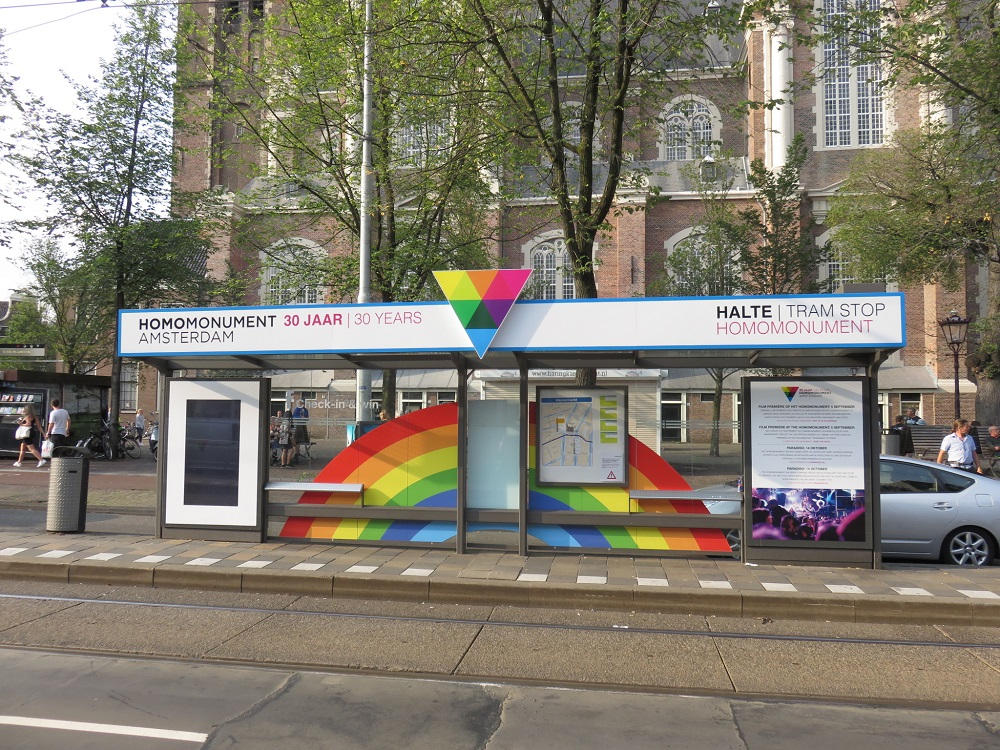
Tramhalte Westermarkt versierd ter gelegenheid van het 30-jarig bestaan van het Homomonument

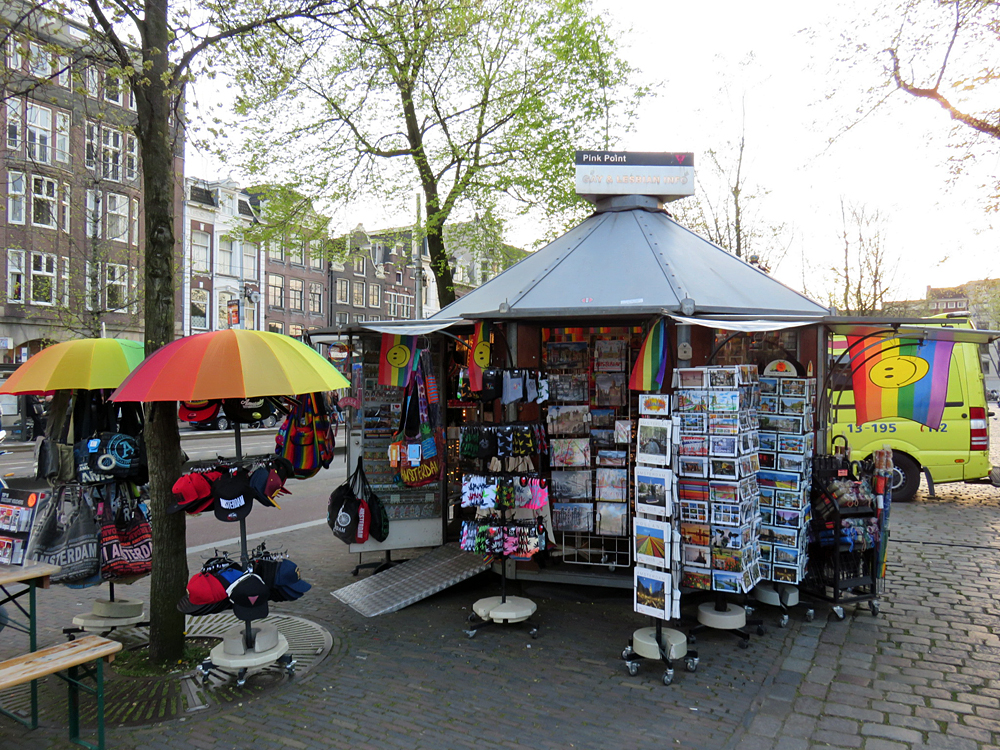
Het PinkPoint naast het Homomonument

Na de algemene Dodenherdenking in 1979 kon Bob van Schijndel, die lid was van de PSP-homogroep, niet begrijpen waarom joden en in 1978 ook zigeuners wel eigen monumenten hadden en homo's niet. Hij schreef toen het volgende briefje met het voorstel om een homomonument op te richten:

Ik kreeg gisternacht het volgende idee. We moeten in een open brief aan de gemeenteraad vragen om in navolging van het monument voor Zigeuners die in konsentratiekampen zijn vermoord een monument voor homoslachtoffers op het Leidseplein of in het Vondelpark op te richten. Zulks om de herdenking van de 200.000 vermoorde homoos levend te houden in een tijd waarin nog steeds homoos ten slachtoffer vallen aan fascistische regimes in Zuid-Amerika en veroordelingsgeluiden uit konservatief-konfesionele hoek in Nederland.

Deze oproep kreeg brede maatschappelijke ondersteuning en zodoende werd binnen een paar maanden de Stichting Homomonument opgericht. Later zou blijken dat het aantal homoseksuele slachtoffers van het naziregime aanmerkelijk lager lag dan men destijds, bij gebrek aan wetenschappelijk onderzoek, nog dacht. Huidige schattingen gaan uit van 10.000 omgebrachte homoseksuelen in Duitsland. Er zijn geen Nederlandse homoseksuelen vanwege hun homoseksualiteit gedeporteerd en omgekomen/vermoord.
Na de oproep van Van Schijndel werd door de gemeenteraad al in de zomer van 1979 de Westermarkt aangewezen als locatie en werd in 1980 een prijsvraag uitgeschreven om het monument te ontwerpen. De jury koos uiteindelijk voor het ontwerp van Karin Daan, gebaseerd op de roze driehoek. Voor de verwezenlijking van het monument was zo'n 400.000 gulden nodig en daarvoor werd grote geldinzamelingsactie begonnen.
Binnen de homogemeenschap sloeg dit initiatief echter niet goed aan: niet iedereen zag er het nut van in of men had andere prioriteiten. Pas nadat verschillende overheden het ingezamelde geld meer dan verdubbelden, kon er begonnen worden met de bouw. De ingebruikneming van het monument vond plaats op 5 september 1987, exact honderd maanden nadat Bob van Schijndel zijn oproep formuleerde. De onthulling werd verricht door CDA-minister Elco Brinkman van het toenmalige ministerie van WVC.
Bij de ingebruikname was dit wereldwijd het eerste vrijstaande homomonument in de openbare ruimte. Enkele jaren eerder waren al wel plaquettes ter herdenking van omgekomen homoseksuelen aangebracht in enkele voormalige concentratiekampen.
Een naambord met daarop een korte uitleg van het monument in het Nederlands, Engels en Frans werd op 21 juni 1988 onthuld door PvdA-politica Hedy d'Ancona. Later werd ook nog een informatiebord in twaalf verschillende talen en een overzichtsfoto aangebracht op een elektriciteitskastje vlak naast het monument.
Vlak naast het Homomonument bevindt zich sinds de Gay Games van 1998 een kiosk onder de naam Pink Point, waar men homogerelateerde informatie kan krijgen en souvenirs kan kopen. Het Pink Point was opgezet en werd zo'n 15 jaar lang gerund door Hennie Klein Gunnewiek (1958-2021) die vanuit de stichting GALA ook diverse homofeesten elders in de stad organiseerde.
Nadat was gebleken dat de oorspronkelijke roze granieten platen te dun waren en afbrokkelden, vond in 2003 een algehele restauratie van het Homomonument plaats. De kosten van 800.000 euro werden volledig door de gemeente betaald.
In 2006 werd op 24 oktober een miniatuurversie van het homomonument in Madurodam onthuld. De toenmalige Amsterdamse burgemeester Job Cohen zei hierover: Madurodam staat vol met symbolen, het homomonument in Amsterdam is hét symbool van homo-emancipatie.
In 2017 werd het 30-jarig bestaan van het Homomonument op verschillende manieren herdacht en gevierd: op 10 augustus werd een tentoonstelling bij het IHLIA geopend, op de jubileumdag 5 september ging een documentaire ('Monument van Trots') op het monument zelf in premiere, op 14 oktober was er een feest in Paradiso en ten slotte werd ook de tramhalte Westermarkt officieel omgedoopt tot tramhalte Homomonument. In januari 2018 ontving het Homomonument de Bob Angelo-penning van homobelangenorganisatie COC.

## Ontwerp en symboliek

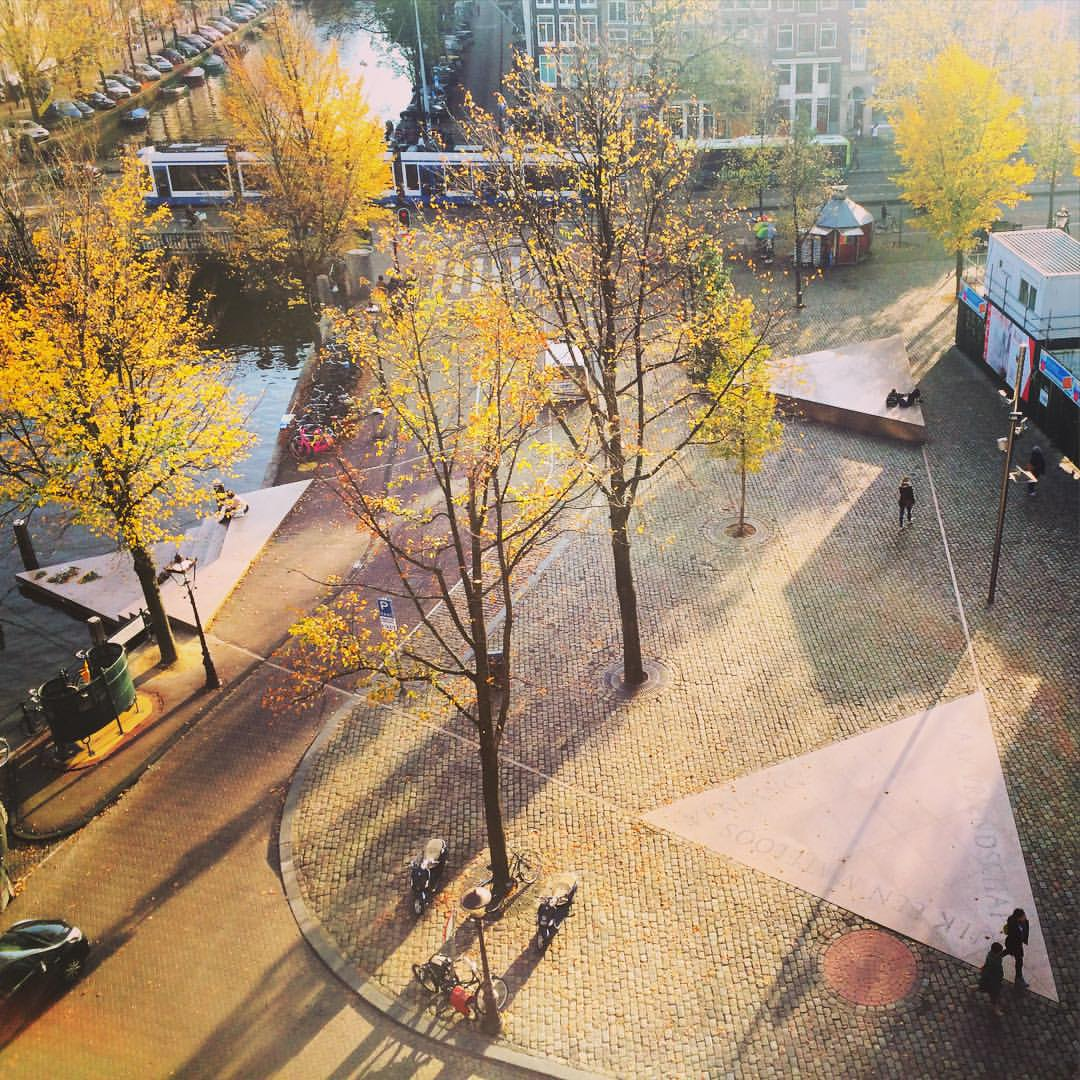
Homomonument gezien vanuit de bovenste verdieping van Westermarkt 2.

Het monument bestaat uit drie roze driehoeken. Oorspronkelijk was het plan om het monument van roze marmer te maken, maar omdat dat slecht bestand zou zijn tegen de weersomstandigheden, werd besloten om Rosa Porinograniet uit Portugal te gebruiken. Deze driehoeken hebben elk zijden van 10 meter en zijn zodanig neergelegd dat ze samen een grote driehoek met zijden van 36 meter vormen. Deze driehoeken hebben verschillende symbolische betekenissen:
Het thema van de roze driehoek is gebaseerd op het feit dat gevangenen in concentratiekampen van de nazi's een driehoek moestendragen op hun kleding met een specifieke kleur, die afhing van de reden van gevangenschap. Duitse mannen die vanwege hun homoseksuele geaardheid gevangen zaten  moesten een roze driehoek dragen. In Nederland is dit systeem niet ingevoerd. Eind jaren zestig werd de roze driehoek als geuzensymbool overgenomen door de beweging voor gelijke rechten van homo's.
De afzonderlijke driehoeken staan voor een waarschuwing vanuit het verleden, een confrontatie met het heden en een inspiratie voor de toekomst:

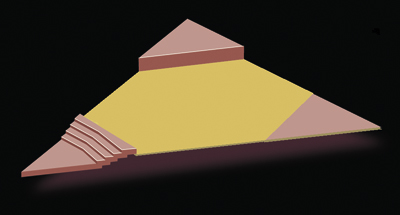
Illustratie van de driehoeken die het Homomonument vormen

- De driehoek die half in het water steekt staat voor het heden en dient als herdenkingsplaats. Als onderdeel van de grote driehoek wijst deze naar het Nationaal Monument op de Dam, dat herinnert aan de slachtoffers van de Duitse bezetting.
- De driehoek op straatniveau staat voor het verleden en draagt de tekst Naar vriendschap zulk een mateloos verlangen, een dichtregel[21] van de in 1924 door leden van de Hagana vermoorde Jacob Israël de Haan. Als onderdeel van de grote driehoek wijst deze naar het Anne Frank Huis aan de achtergelegen Prinsengracht.
- De driehoek die 60 cm boven straatniveau uitsteekt staat voor de toekomst en dient als ontmoetingsplaats. Als onderdeel van de grote driehoek wijst deze naar het (toenmalige) hoofdkantoor van de homobelangenorganisatie COC aan de Rozenstraat.

## Gebruik

### Herdenkingen

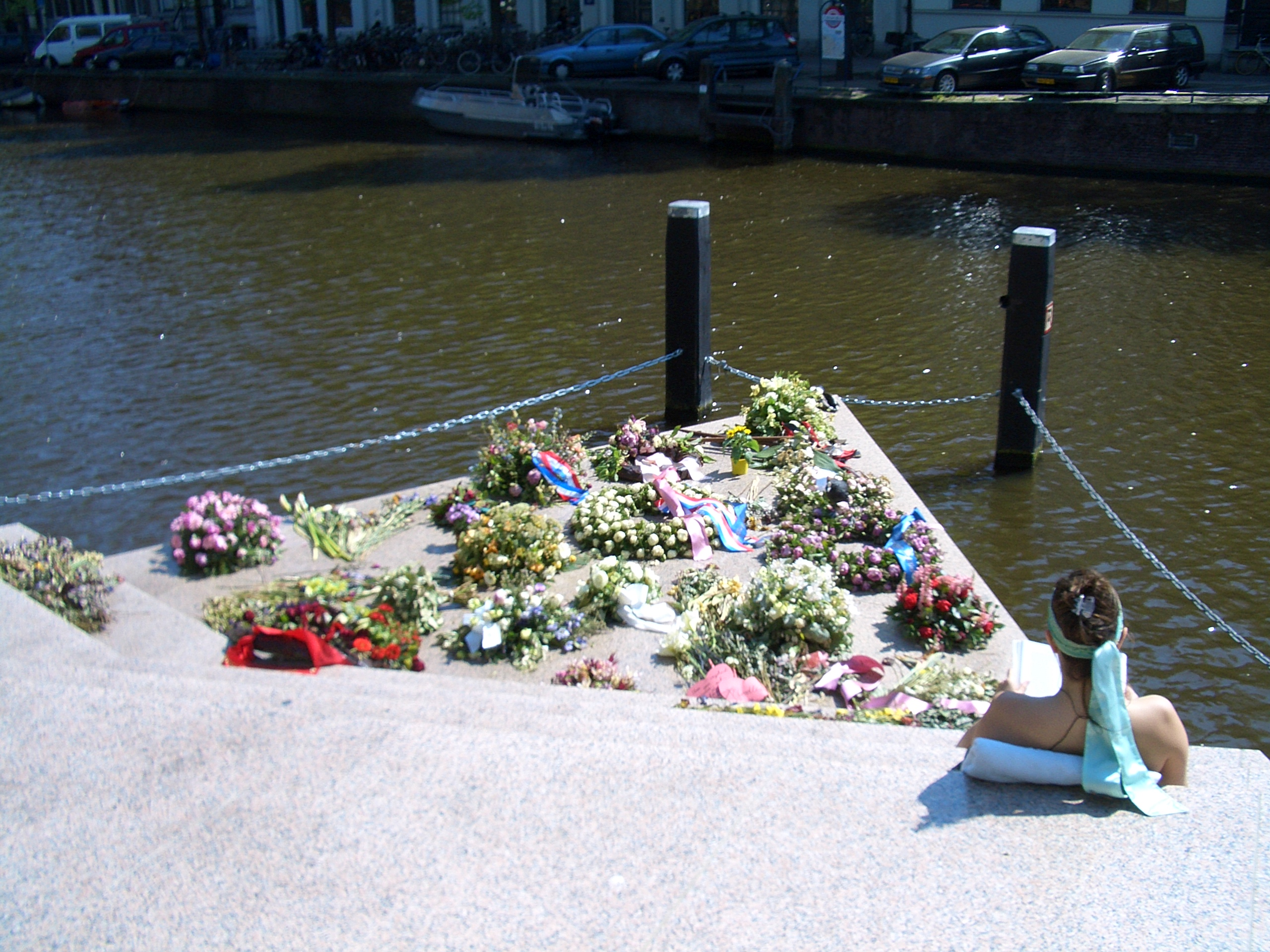
Bloemenkransen op het Homomonument

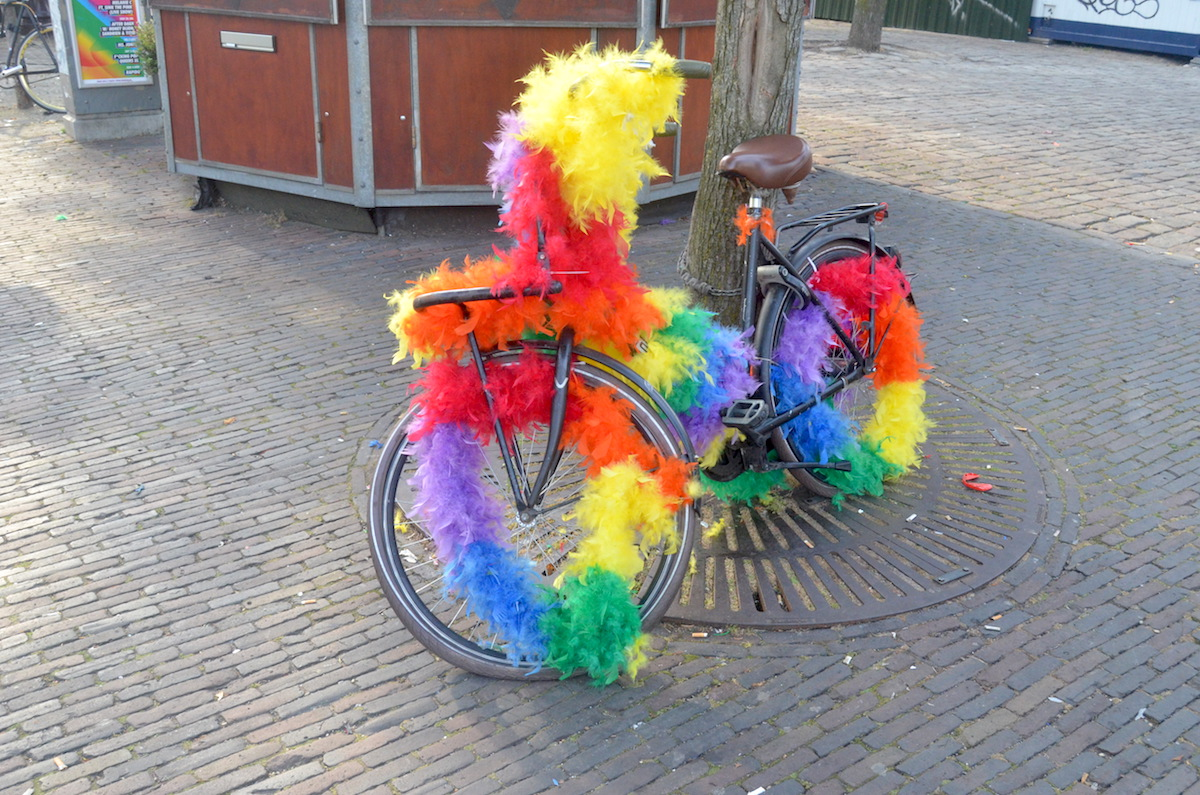
Regenboogfiets op de Westermarkt, nabij het Homomonument.

Zoals op de Dam jaarlijks op 4 mei de algemene Nationale Dodenherdenking plaatsvindt, zo vindt op die dag op het Homomonument de herdenking van homoseksuele slachtoffers plaats. Aanvankelijk ging dit vrij ongeorganiseerd, maar naar het voorbeeld van de plechtigheid bij het Indië-monument in Amstelveen, kwam er ook bij het Homomonument een meer formele herdenking met onder meer een kapel die de Last Post speelt en delegaties die kransen leggen.
Op 4 mei 2012 vond deze herdenking voor de 25ste keer plaats en was voor het eerst een officiële vertegenwoordiger van de Nederlandse regering aanwezig, namelijk CDA-minister Marja van Bijsterveldt van het ministerie van OCW.
Tegenwoordig is er voorafgaand aan deze herdenking op het Homomonument ook een korte stille tocht langs het Anne Frank Huis en over de Niek Engelschmanbrug. Vervolgens worden om 20.00 uur twee minuten stilte in acht genomen, waarna lokale politici en personen uit de LHBT-gemeenschap korte toespraken houden. Ten slotte worden namens velerlei LHBTQIA+-organisaties, alsmede door vertegenwoordigers uit de krijgsmacht, politie, brandweer en andere overheidsdiensten bloemenkransen gelegd op de half in het water gelegen driehoek van het monument.
Op de driehoek in het water worden ook door het jaar heen vaak bloemen gelegd, niet alleen ter herdenking van oorlogsslachtoffers, maar ook voor aids-slachtoffers.
Jaarlijks vindt op of rond 20 november op het Homomonument ook een herdenkingsbijeenkomst plaats ter gelegenheid van de Internationale Transgender Gedenkdag.

### Feesten en protesten
Naast deze herdenkingen vinden elk jaar op Koningsdag en Bevrijdingsdag, alsmede in de week van Pride Amsterdam diverse feestelijke activiteiten op het homomonument plaats. Deze werden sinds 1992 onder de naam Roze Wester Dagen georganiseerd door de stichting GALA (Gay And Lesbian Association Amsterdam) en sinds 2007 door het bedrijf Meubelstukken van DJ Joost van Bellen. Vanaf 2010 organiseert stichting Homomonument alle feesten en demonstraties zelf. 
Het Homomonument werd in 2014 gebruikt voor het protest tegen de anti-homowet in Rusland. Deze avond vond plaats tegelijk met de opening van de Olympische Winterspelen in Sotsji en was een protest tegen de aanwezigheid van het kabinet en de Nederlandse koningin en de koning aldaar. Het koningspaar werd er proostend met Poetin gefotografeerd.
Op 13 juni 2016 vond op het Homomonument een herdenkingsbijeenkomst plaats naar aanleiding van een aanslag op homoclub Pulse in Orlando, Florida. Op 12 juni 2016 werden daar 49 bezoekers vermoord. Op het Homomonument kwamen zo'n 500 mensen bijeen voor onder meer het leggen van bloemen.
Het Homomonument was op 9 januari 2019 het toneel van een "Viering van Liefde" die was georganiseerd als reactie op de Nashvilleverklaring waarin orthodox-protestantse dominees zich tegen homoseksualiteit en transgenders uitspraken. De viering werd door enkele honderden mensen bezocht. Ze werden toegesproken door onder meer de Amsterdamse burgemeester Femke Halsema.
Sinds 2022 wordt jaarlijks op 5 september de verjaardag van het Homomonument gevierd onder de titel “Vier het leven”. Daarbij worden kaarsen aangestoken voor geliefden en wordt geproost op het leven en op het monument.